# 洪德維勒赫希山
47°20′27″N 9°20′00″E / 47.34083°N 9.33333°E

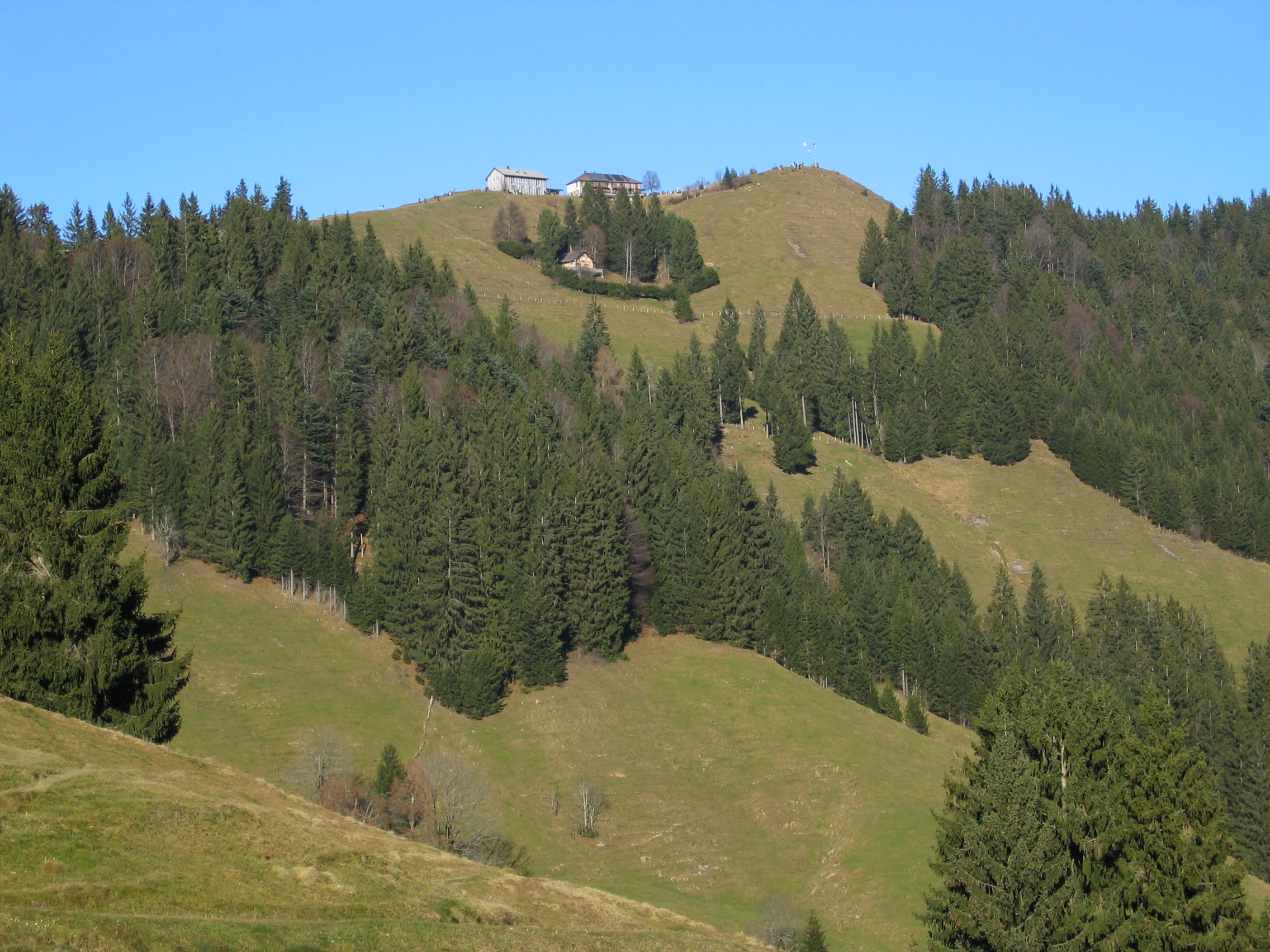

洪德維勒赫希山（Hundwiler Höhi），是瑞士的山峰，位於該國東北部，處於外阿彭策爾州和內阿彭策爾州接壤的邊界，屬於阿彭策爾阿爾卑斯山脈的一部分，海拔高度1,306米。